# Tierras Nuevas Saliente
Tierras Nuevas Saliente es un barrio ubicado en el municipio de Manatí en el estado libre asociado de Puerto Rico. En el Censo de 2010 tenía una población de 6757 habitantes y una densidad poblacional de 325,18 personas por km².

## Geografía
Tierras Nuevas Saliente se encuentra ubicado en las coordenadas 18°27′21″N 66°28′29″O / 18.45583, -66.47472. Según la Oficina del Censo de los Estados Unidos, Tierras Nuevas Saliente tiene una superficie total de 20.78 km², de la cual 17.09 km² corresponden a tierra firme y (17.74%) 3.69 km² es agua.

## Demografía
Según el censo de 2010, había 6757 personas residiendo en Tierras Nuevas Saliente. La densidad de población era de 325,18 hab./km². De los 6757 habitantes, Tierras Nuevas Saliente estaba compuesto por el 81.63% blancos, el 9.47% eran afroamericanos, el 0.33% eran amerindios, el 0.04% eran asiáticos, el 5.68% eran de otras razas y el 2.84% pertenecían a dos o más razas. Del total de la población el 99.07% eran hispanos o latinos de cualquier raza.